# La campana sommersa

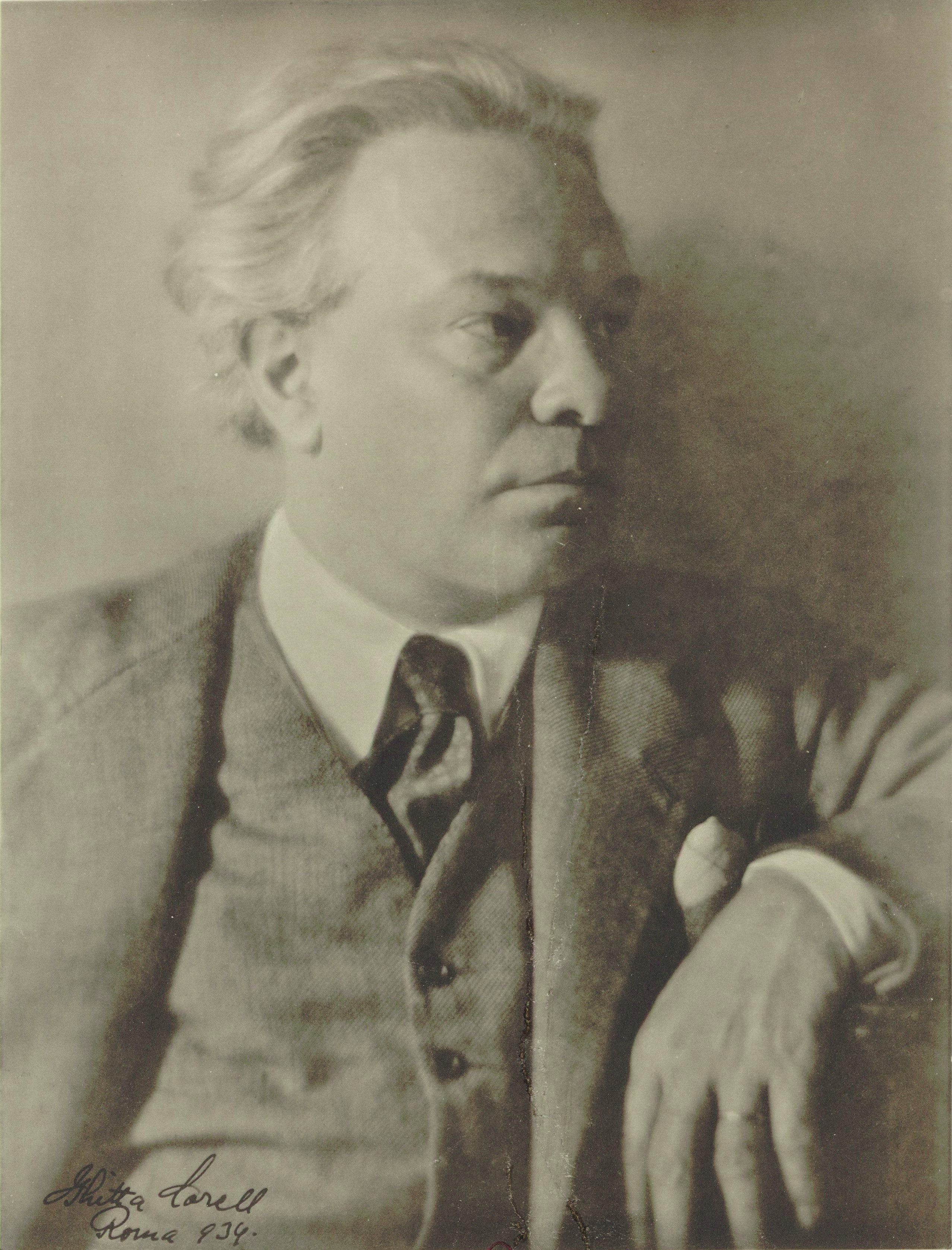
Ottorino Respighi 1934.

La campana sommersa (Den sjunkna klockan) är en opera i fyra akter med musik av Ottorino Respighi och libretto av Claudio Guastalla efter Gerhart Hauptmanns pjäs Die versunkene Glocke (1896).

## Historia
Respighis partitur är särskilt mångfacetterat i operans sagoaktiga scener, där musiken kan jämföras med hans bästa symfoniska dikter. De många klockklangernas olika effekter återkommer genom hela verket. Operan hade premiär den 18 november 1927 i Hamburg.

## Personer
- Rautendelein, en älva (sopran)
- Ondino, en vattenande (baryton)
- En faun (tenor)
- Enrico, en klockgjutare (tenor)
- En gammal häxa, Rautendeleins farmor (sopran)
- En präst (bas)
- En skollärare (baryton)
- En frisör (baryton)
- Magda, Enricos hustru (sopran)
- Andarna av Enricos två barn (talroller)

## Handling
Klockgjutaren Enrico råkar hamna i älvornas värld, där hans finaste klocka hamnar i vattnet. Han förs hem sårad men älvan Rautendelein, som hjälper honom, har förälskat sig i honom. Då hon kysser hans ögon förvandlas hela hans tillvaro: han överger sin hustru Magda och drar sig tillbaka till en magisk verkstad på berget där hans klockor ljuder ännu vackrare än någonsin förut. Men den förlorade klockan klämtar då han nås av nyheten att Magda har begått självmord. Fylld av ånger förskjuter han Rautendelein, som återvänder till sin värld där hon gifter sig med grodkungen. Men Enrico kan inte leva utan henne och hon tillåts trösta honom när han dör.